# Joven Irlanda
Joven Irlanda (en irlandés: Éire Óg; en inglés: Young Ireland) fue un movimiento político, cultural y social surgido a mediados del siglo XIX en Irlanda. Renovó el nacionalismo irlandés e incluso protagonizó una rebelión en 1848 suprimida por las fuerzas británicas. Muchos de sus líderes fueron juzgados por sedición y deportados a la Tierra de Van Diemen. Desde sus comienzos a finales de los años 30, el movimiento Joven Irlanda ejerció una gran influencia e inspiró a futuras generaciones de nacionalistas irlandeses.

## Historia
El nombre de «Joven Irlanda» comenzó a utilizarse para describir a un grupo de miembros de la Asociación de la Derogación estrechamente vinculados al periódico La Nación. En aquella época la Asociación de la Derogación estaba haciendo campaña en contra del Acta de Unión de 1800, que significaba la unión de los reinos de Gran Bretaña e Irlanda. El término fue acuñado por la prensa inglesa, y posteriormente utilizado por Daniel O'Connell, de forma despectiva durante unas declaraciones en el Conciliation Hall.

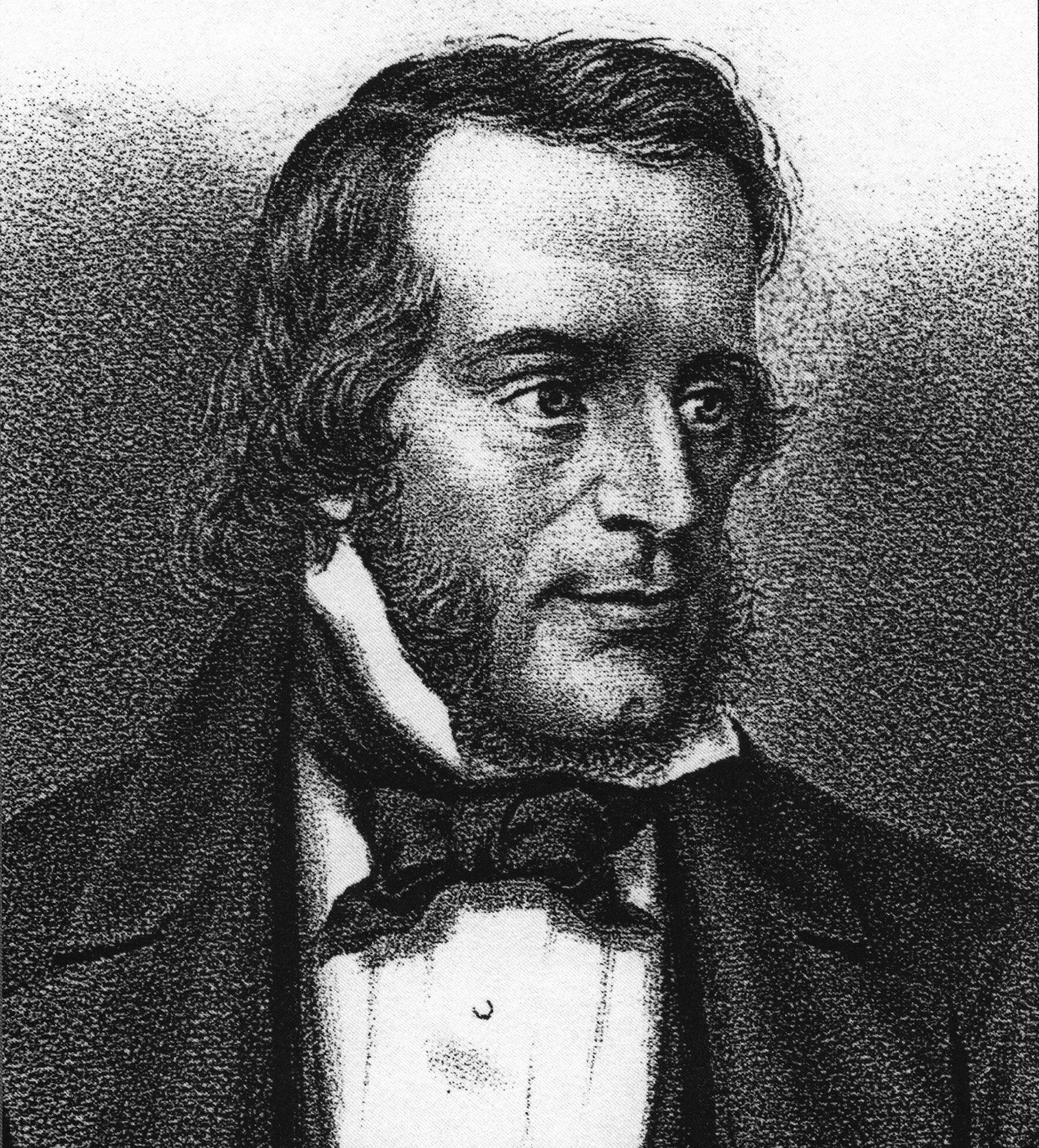
Thomas Davis

La Joven Irlanda retrotraía sus orígenes a la nueva College Historical Society, fundada el 29 de marzo de 1839. Entre los miembros de esta nueva sociedad figuraban personalidades como John Blake Dillon, Thomas MacNeven, William Eliot Hudson y Thomas Davis, que fue elegido presidente en 1840.

## Asociación de la Derogación
El 15 de abril de 1840, Daniel O'Connell celebró la primera reunión de la refundada Asociación por la Derogación, en Dublín. El grupo fue recibido con cierta sorna, y la sinceridad de O’Connell fue cuestionada. En las elecciones generales de 1832, O’Connell ya había tratado de conseguir apoyos para la derogación. Aunque la mitad de los representantes irlandeses en el Parlamento eran partidarios declarados de la derogación, O'Connnell no consiguió sus objetivos y varios miembros de la Asociación aceptaron nombramientos bajo el sistema que se habían comprometido a derribar. A partir de entonces, O’Connell se convirtió en un fiel aliado del Partido Liberal. Teniendo en cuenta que era probable su caída del gobierno en 1840, se sospechó que la agitación pro derogación respondía al propósito de estorbar y molestar a la nueva administración. Ni un solo hombre, aparte de los miembros de la difunta Asociación se unieron a la nueva Sociedad de O'Connell. Con la nueva sociedad endeudada, ya que las contribuciones de los socios no alcanzaban ni para pagar la mitad del gasto ordinario, Thomas Davis y John Blake Dillon decidieron unirse a las filas de la Asociación de la Derogación en abril de 1841, superando el desagrado que les producía el tono excesivamente agitador de O'Connell. O'Connell les acogió y les convirtió en miembros del Comité General, que controlaba la organización interna de la Asociación. Ambos hombres iniciaron su trabajo con entusiasmo; Davis fue elegido presidente del subcomité encargado de los registros de la asociación
De esta forma, Davis entró en contacto con los principales políticos del Partido y entabló relaciones amistosas con muchos de ellos. En el otoño del 41, Dillon y Davis se hicieron con los puestos de Editor y Sub-Editor del Morning Register, un diario dublinés propiedad de Alderman Staunton, que había sido en su momento el órgano de la Asociación Católica, y que "estaba generalmente considerado como uno de los mercenarios" del Castillo de Dublín, según Michael Doheny, que acabaría por convertirse en uno de los líderes destacados de Joven Irlanda. Como editores, publicaron artículos acerca de temas tales como la nacionalidad protestante, los paralelos entre historia clásica y medieval y los elementos y condiciones para la guerra de guerrilla. Dohenysugiere en su obra Felon's Track que "todo Dublín estaba impresionado por la originalidad, vigor y brillantez de sus artículos”. Esta fue también la época del primer contacto con Charles Gavan Duffy. En la siguiente visita de Gavan a Dublín, seis meses más tarde, éste descubrió que Dillon y Davis habían abandonado el Register. Davis no había conseguido llegar al gran público, pese a sus contribuciones al Dublin Monthly Magazine.

## The Nation
Los tres decidieron fundar un nuevo periódico nacional, al que bautizaron como The Nation. En esta nueva aventura estuvieron acompañados por dos amigos de Dillon, el abogado John O'Hagan y el estudiante de derecho John Edward Pigot. Davis incorporó a varios miembros de su círculo de la Sociedad História y Duffy se trajo consigo al poeta James Clarence Mangan, a O'Neill Daunt, un terrateniente de Cork y a T. M. Hughes, antiguo editor del London Charivari. El 15 de octubre de 1842 salió a la luz el primer número de The Nation. "La imagen de The Nation y su inmediato y extraordinario éxito fue un espaldarazo que O'Connell apenas se habría atrevido a esperar".

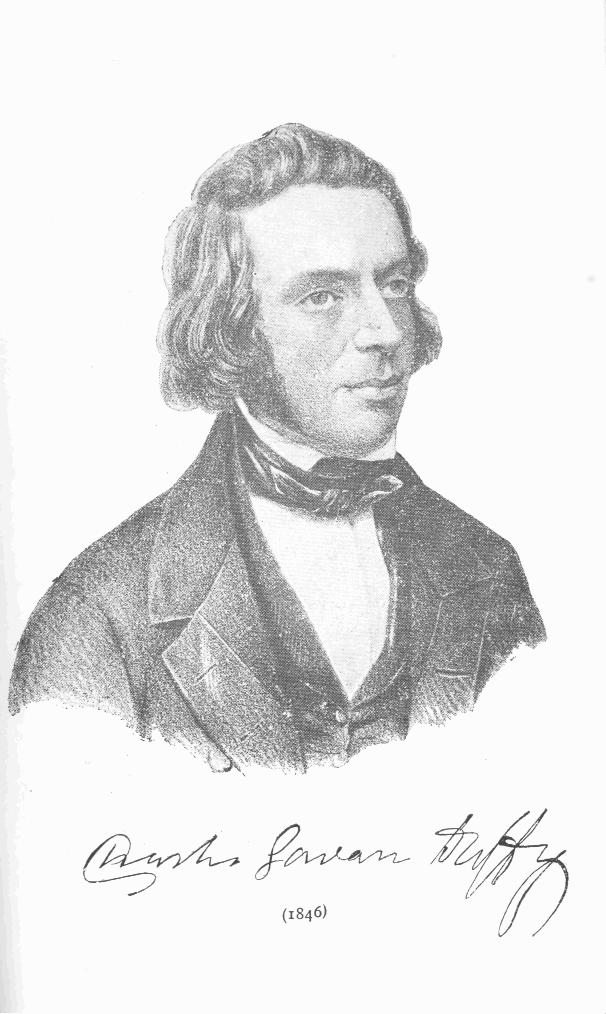
Charles Gavan Duffy

Durante los siguientes tres años, el periódico ejerció una gran influencia sobre el pensamiento nacionalista. O'Connell era consciente de la importancia del apoyo de la juventud, pero desconfiaba ante su manifiesta libertad de la "gratitud del pasado". Davis era un hábil propagandista que manejaba los hilos desde la sombra, ejerciendo una singular influencia. El éxito del periódico pronto produjo resultados. Uno de los avances más significativos fue la organización de salas de lectura pro Derogación a lo largo del país, a las que se dirigía The Nation. Este resultó un método muy efectivo de agitación y propaganda, y para la primavera de 1843, las autoridades británicas comenzaron a estudiar la forma de solucionar el problema.

## La Secesión
Mientras los miembros de Joven Irlanda permanecieron dentro de la Asociación pro Derogación, no invocaron el uso de la fuerza física en la lucha por la Derogación, y condenaron cualquier política que defendiera esa postura. La introducción de las "Peace Ressolutions" por parte de O'Connell en la Asociación fue, de algún modo, un intento de sugerir que los Young Irelanders podían ser una fuerza violenta. Estas "Peace Resolutions" afirmaban que no se podía justificar el empleo de la fuerza física bajo ningna circunstancia en ninguna época, y esto era algo que se consideraba de forma retrospectiva.

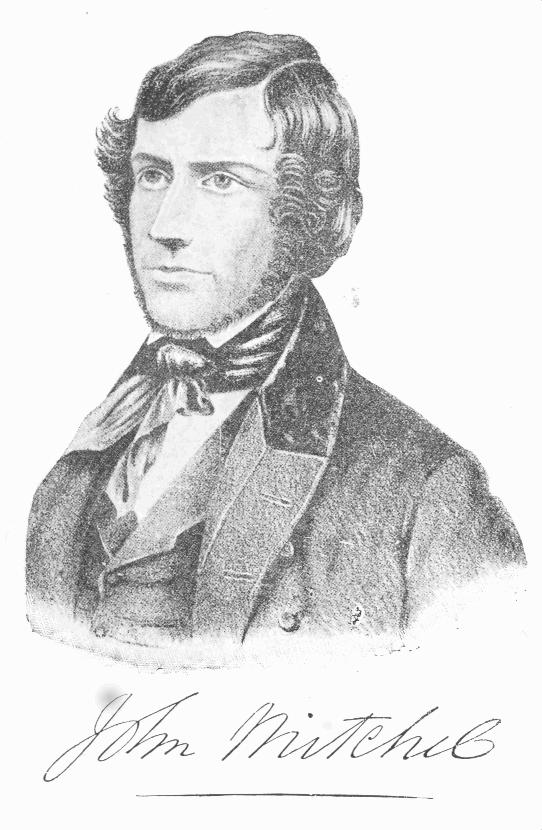
John Mitchel

Los miembros de Joven Irlanda únicamente comenzaron a considerar el empleo de la fuerza física una vez hubieron abandonado la Asociación pro Derogación y formado la Confederación Irlandesa.
O'Connell había utilizado la amenaza de la fuerza, durante su campaña por la Emancipación Católica, pero nunca tuvo la voluntad real de usarla. Esto quedó demostrado tras la cancelación del Monster Meeting convocado en Clontarf en 1843. Estos Monster Meetings (Reuniones Monstruo) habían sido una creación de Thomas Davis, John Blake Dillon y Michael Doheny. El propósito de estas concentraciones era preparar a la gente para los desplazamientos militares, aunque, como esto hubiera sido bastante peligroso, las reuniones se convocaban con otros fines. O'Connell conocía perfectamente esta estrategia, aunque posteriormente la negaría y repudiaría a los implicados. El encuentro de Clontarf fue prohibido por el Gobierno Británico, que amenazó con el uso del ejército. O'Connell tomó la decisión política de cancelar la concentración ante los planes gubernamentales para suprimirla. Esto le hizo perder credibilidad frente a los británicos -que sólo estaban dispuestos a ceder si percibían un riesgo real de revueltas. Los Young Irelanders siempre habían apoyado a O'Connell y en su lucha por la derogación pero tras los sucesos de Clontarf decidieron escindirse de la Asociación,

## La Confederación Irlandesa
En el otoño de 1846, algunos irlandeses prominentes decidieron enfrentarse a la Asociación pro Derogación y pocas semanas después, se emitió una declaración de protesta ante el rumbo tomado por la Asociación, firmada por 1.500 destacados ciudadanos de Dublín. Dicha carta fue entregada al Presidente de la Asociación el 2 de octubre. John O'Connell, hijo de Daniel O'Connell ordenó tirar la carta a las cloacas, ante lo que los firmantes y el público en general, decidieron reunirse en Rotunda, Dublín, para defenderse ante tamaña humillación. El encuentro tuvo lugar el 3 de noviembre y en él destacó la intervención del joven Thomas D'Arcy McGee.
El éxito del mitin llevó a considerar la posibilidad de un experimento a mayor escala, preliminar a la formación de la Confederación. Se programó otra reunión para el 2 de diciembre con el fin de rebatir las calumnias a las que se habían visto sometidos los líderes disidentes., en la que se les ofreció el apoyo contra las alegaciones de la Asociación. El 13 de enero, los disidentes volvieron a reunirse, para fundar la Confederación Irlandesa.

## El levantamiento de 1848
Aunque en sus presupuestos iniciales no quedaba clara la orientación del grupo, el giro hacia el uso de la fuerza se produjo tras la mortalidad causada por la hambruna, ante la que el gobierno británico respondió con total pasividad y numerosos arrendatarios fueron expulsados de sus parcelas por los terratenientes. Por la misma época, los Young Irelanders, guiados por el espíritu de la Revolución Francesa y los levantamientos populares de 1848 en Europa comenzaron a considerar la violencia como una vía de actuación para conseguir sus objetivos.
William Smith O'Brien, líder el Partido de la Joven Irlanda, encabezó un intento de rebelión en julio de 1848 en respuesta a la represión británica y a la aplicación de la ley marcial, reuniendo a terratenientes y arrendatarios con los miembros de Joven Irlanda. El fracaso de O'Brien para capturar un grupo de policías barricado en la casa de la viuda McCormack marcó el fin de la revuelta. Aunque la resistencia continuó hasta finales de 1849, O'Brien y sus colegas fueron arrestados y condenados por sedición. Inicialmente sentenciados a muerte, el apoyo popular que recibieron logró conmutar esta sentencia por la de deportación a la Tierra de Van Diemen, junto a John Mitchell. Los "Caballeros Irlandeses" fueron asignado a diferentes destinos para tratar de evitar la comunicación entre ellos.

## Young Irelanders
- Thomas Davis
- John Blake Dillon
- Kevin Izod O'Doherty
- Michael Doheny
- John Mitchel
- Charles Gavan Duffy
- Patrick O'Donoghue
- James Fintan Lalor
- Terence MacManus
- John Martin
- Thomas Francis Meagher
- Thomas Devin Reilly
- John Edward Pigot